# 273 (numero)
Duecentosettantatré (273) è il numero naturale dopo il 272 e prima del 274.

## Proprietà matematiche
- È un numero dispari.
- È un numero composto con 8 divisori: 1, 3, 7, 13, 21, 39, 91, 273. Poiché la somma dei suoi divisori (escluso il numero stesso) è 154 < 273, è un numero difettivo.
- È parte delle terne pitagoriche (105, 252, 273), (136, 273, 305), (180, 273, 327), (260, 273, 377), (273, 364, 455), (273, 560, 623), (273, 736, 785), (273, 936, 975), (273, 1764, 1785), (273, 2860, 2873), (273, 4136, 4145), (273, 5320, 5327), (273, 12420, 12423), (273, 37264, 37265).
- È un numero palindromo nel sistema numerico binario (100010001) e nel sistema di numerazione posizionale a base 4 (10101). È altresì palindromo e numero a cifra ripetuta in base 9 (333), nel sistema numerico esadecimale (111) e in quello a base 20 (DD).
- È un numero sfenico.
- È un numero idoneo.
- È un numero fortunato.
- È un numero di Ulam.

## Astronomia
- 273P/Pons-Gambart è una cometa periodica del sistema solare.
- 273 Atropos è un asteroide della fascia principale del sistema solare.

## Astronautica
- Cosmos 273 è un satellite artificiale russo.